# Yavanajataka

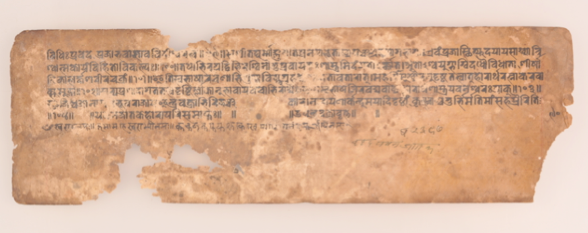
Frammento del Yavanajataka

Lo Yavanajātaka (sanscrito: yavana "greco" + jātaka "natività" = "natività secondo i greci"), scritto da Sphujidhvaja, è un antico testo di astrologia indiana.

## Interpretazione
Secondo lo studioso inglese David Pingree, si tratta di una versificazione successiva di una precedente traduzione in sanscrito di un testo greco, che si pensa sia stato scritto intorno al 120 d.C. ad Alessandria, sull'oroscopia. In base all'interpretazione e alle emendazioni di Pingree, la traduzione originale, realizzata nel 149-150 d.C. da "Yavanesvara" ("Signore dei Greci") sotto il governo del sovrano delle Satrapie occidentali Rudrakarman I, è andata perduta; è sopravvissuta solo una parte sostanziale della versificazione realizzata 120 anni dopo da Sphujidhvaja sotto Rudrasena II. Tuttavia, secondo la recente ricerca dello studioso Mak, basata su un manoscritto appena scoperto e su altri documenti, l'interpretazione della data di Pingree e alcune letture cruciali, come lo zero, si basano su una sua emendazione, non supportata da quanto scritto sui manoscritti. La datazione dello Yavanajātaka secondo Mak è oggi rivista tra il IV e il VI secolo d.C..
Lo Yavanajataka è una delle prime opere sanscrite conosciute che fanno riferimento all'oroscopia occidentale, seguita da altre opere di origine occidentale che hanno influenzato notevolmente l'astrologia indiana: il Paulisa Siddhanta ("Dottrina di Paolo") e il Romaka Siddhanta ("Dottrina dei Romani").